# Leśnictwo Giełdon
Leśnictwo Giełdon (dodatkowa nazwa w j. kaszub. Lesyństwò Dżełdón) – osada leśna w Polsce, w województwie pomorskim, w powiecie chojnickim, w gminie Brusy. Wchodzi w skład sołectwa Czarniż.
Do 2023 miejscowość była osadą leśną wsi Czarniż.
W latach 1975–1998 Leśnictwo Giełdon administracyjnie należało do województwa bydgoskiego.